# Рокко, Паскуале
Паскуале Доменико Рокко (итал. Pasquale Domenico Rocco, 11 октября 1970, Падерно-Дуньяно, Италия) — итальянский футболист, игравший на позиции полузащитника. Прежде всего известный по выступлениям за «Перуджу» и олимпийскую сборную Италии. Чемпион Италии.

## Клубная карьера
Родился 11 октября 1970 года в городе Падерно-Дуньяно. Воспитанник футбольной школы клуба «Интернационале». Взрослую футбольную карьеру начал в 1988 году в основной команде того же клуба, в которой провёл один сезон, приняв участие лишь в одном матче чемпионата и стал чемпионом Италии по футболу.
Своей игрой за эту команду привлёк внимание представителей тренерского штаба клуба «Кальяри», к составу которого присоединился на условиях аренды в 1989 году. Сыграл за главную команду Сардинии следующие два сезона своей игровой карьеры. Большинство времени, проведённого в составе «Кальяри», был основным игроком команды.
После завершения срока аренды вернулся в «Интернационале», тренеры которого заинтересованности в услугах молодого игрока не проявили и он оставил миланский клуб. В течение 1991—1994 годов играл в составе «Венеции» и «Пизы».
В 1994 году заключил контракт с клубом «Перуджа», в составе которого провёл следующие два года своей карьеры. Играя в составе «Перуджи» также выходил на поле в основном составе команды. С 1996 года один сезон провёл на условиях аренды в составе «Торино». За год вернулся в «Перуджу», где провёл ещё два сезона, на этот раз лишь эпизодически появляясь на футбольном поле.
В течение 1999—2003 годов защищал цвета клубов «Кремонезе», «Тревизо» и «Пистойезе».
Завершил профессиональную игровую карьеру в нижнелиговом клубе «Санджованезе», за команду которого выступал на протяжении 2004 года.

## Выступления за сборную
В 1992 году защищал цвета олимпийской сборной Италии. В составе этой команды провёл 3 матча. В составе сборной — участник футбольного турнира на Олимпийских играх 1992 года в Барселоне.

## Титулы и достижения
- Чемпион Италии (1):

«Интернационале»:  1988/89